# Célestin Gaombalet
Célestin Le Roi Gaombalet (ur. 1 stycznia 1942 w Grimari, zm. 19 grudnia 2017 w Agen) – polityk środkowoafrykański. W grudniu 2003 został powołany na stanowisko premiera Republiki Środkowoafrykańskiej w miejsce Abela Goumby; funkcję tę pełnił do czerwca 2005. W latach 2005–2013 stał na czele Zgromadzenia Narodowego.